# Hernando Buitrago
Hernando Buitrago (Bogotá, 1970. október 5. –) kolumbiai nemzetközi labdarúgó-játékvezető. Teljes neve Buitrago Arango Jose Hernando. Egyéb foglalkozása: ügyvéd.

## Pályafutása

### Nemzeti játékvezetés
A játékvezetői vizsgát 1996-ban tette le, 2004-ben lett  I. Ligás játékvezető.

### Nemzetközi játékvezetés
A Kolumbiai labdarúgó-szövetség Játékvezető Bizottsága 2006-ban terjesztette fel nemzetközi játékvezetőnek, a Nemzetközi Labdarúgó-szövetség (FIFA) bíróinak keretébe. Több válogatott és nemzetközi klubmérkőzést vezetett.

#### Világbajnokság

##### U20-as labdarúgó-világbajnokság
Kanada a 16., a 2007-es U20-as labdarúgó-világbajnokság, Kolumbia a 18., a 2011-es U20-as labdarúgó-világbajnokságot rendezte, ahol a FIFA JB bíróként alkalmazta.

##### 2007-es U20-as labdarúgó-világbajnokság
| Időpont          | Helyszín                              | Mérkőzés típusa              | Mérkőzés               | Eredmény | Nézők száma |
| ---------------- | ------------------------------------- | ---------------------------- | ---------------------- | -------- | ----------- |
| 2007. július 2.  | National Soccer Stadion, Toronto      | csoportmérkőzés (C. csoport) | Portugália–Új-Zéland   | 2 : 0    | 19 526      |
| 2007. július 5.  | Commonwealth Stadion, Edmonton        | csoportmérkőzés (A. csoport) | Ausztria–Kanada        | 1 : 0    | 31 579      |
| 2007. július 7.  | Swangard Stadion, Burnaby             | csoportmérkőzés (B. csoport) | Spanyolország–Jordánia | 4 : 2    | 10 000      |
| 2007. július 11. | Royal Athletic Park Stadion, Victoria | egyik nyolcaddöntő           | Japán–Csehország       | 2 : 2    | 11 500      |

##### 2011-es U20-as labdarúgó-világbajnokság
| Időpont            | Helyszín                                 | Mérkőzés típusa              | Mérkőzés             | Eredmény | Nézők száma |
| ------------------ | ---------------------------------------- | ---------------------------- | -------------------- | -------- | ----------- |
| 2011. augusztus 6. | Hernán Ramírez Villegas Stadion, Pereira | csoportmérkőzés (D. csoport) | Szaúd-Arábia–Nigéria | 0 : 2    | 13 710      |

---

##### U17-es labdarúgó-világbajnokság
2007-ben Dél-Koreában rendezték a 2007-es U17-es labdarúgó-világbajnokságot, ahol a FIFA JB bírói szolgálattal bízta meg.
| Időpont             | Helyszín                            | Mérkőzés típusa              | Mérkőzés                 | Eredmény | Nézők száma |
| ------------------- | ----------------------------------- | ---------------------------- | ------------------------ | -------- | ----------- |
| 2007. augusztus 23. | Városi Stadion, Csangwon            | csoportmérkőzés (E. csoport) | Egyesült Államok–Tunézia | 1 : 3    | 3 115       |
| 2007. augusztus 30. | Jeju Világbajnoki Stadion, Szögvipo | egyik nyolcaddöntő           | Anglia–Szíria            | 3 : 1    | 1 650       |

A világbajnoki döntőhöz vezető úton Dél-Afrikába a XIX., a 2010-es labdarúgó-világbajnokságra a FIFA JB bíróként alkalmazta.
| Időpont           | Helyszín                       | Mérkőzés típusa                          | Mérkőzés     | Eredmény | Nézők száma |
| ----------------- | ------------------------------ | ---------------------------------------- | ------------ | -------- | ----------- |
| 2008. október 11. | Hernando Siles Stadion, La Paz | Dél-Amerikai (CONMEBOL) zóna, 9. forduló | Bolívia–Peru | 3 : 0    | 23 147      |